# 吉茲雷

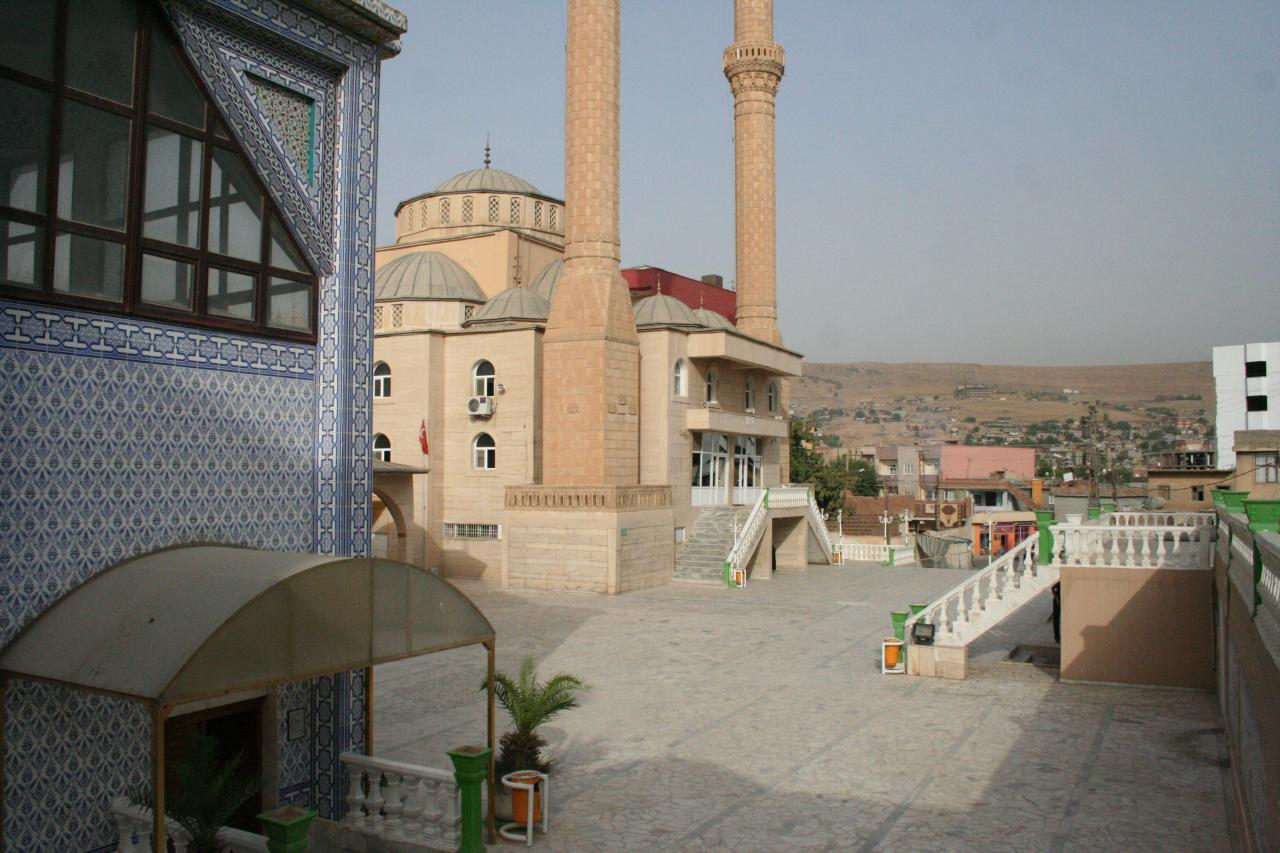

吉茲雷（土耳其語：Cizre，發音：[dʒizˈɾe]；庫德語：或，羅馬化：Jazīrat Ibn ʿUmar，羅馬化：Gzirā/Gziro）是土耳其東南部舍爾納克省的城鎮，距離首府舍爾納克45公里，面積約467平方公里，海拔高度377米，2011年人口104,844。
在罗马帝国时期，这里名为贝扎布德（英語：Bethzabde/Bezabde），是罗马帝国行省美索不达米亚的一部分。